# Hypsiboas multifasciatus
La rana lanceolada meridional (Hypsiboas multifasciatus) es una especie de anfibios de la familia Hylidae.
Habita en Brasil, Guayana Francesa, Guayana, Surinam y Venezuela.
Sus hábitats naturales incluyen bosques tropicales o subtropicales secos, sabanas secas, ríos, lagos de agua dulce, marismas de agua dulce, pastos, jardines rurales, zonas previamente boscosas ahora muy degradadas, canales y diques.